# Walking Out
Walking Out ist ein Abenteuerfilm von Alex und Andrew J. Smith, der am 21. Januar 2017 im Rahmen des Sundance Film Festivals seine Premiere feierte und am 5. Oktober 2017 in die US-amerikanischen Kinos kam. Der Film basiert auf einer Kurzgeschichte von David Quammen und erzählt vom Überlebenskampf eines Vaters und seines Sohnes in der Wildnis von Montana.

## Handlung

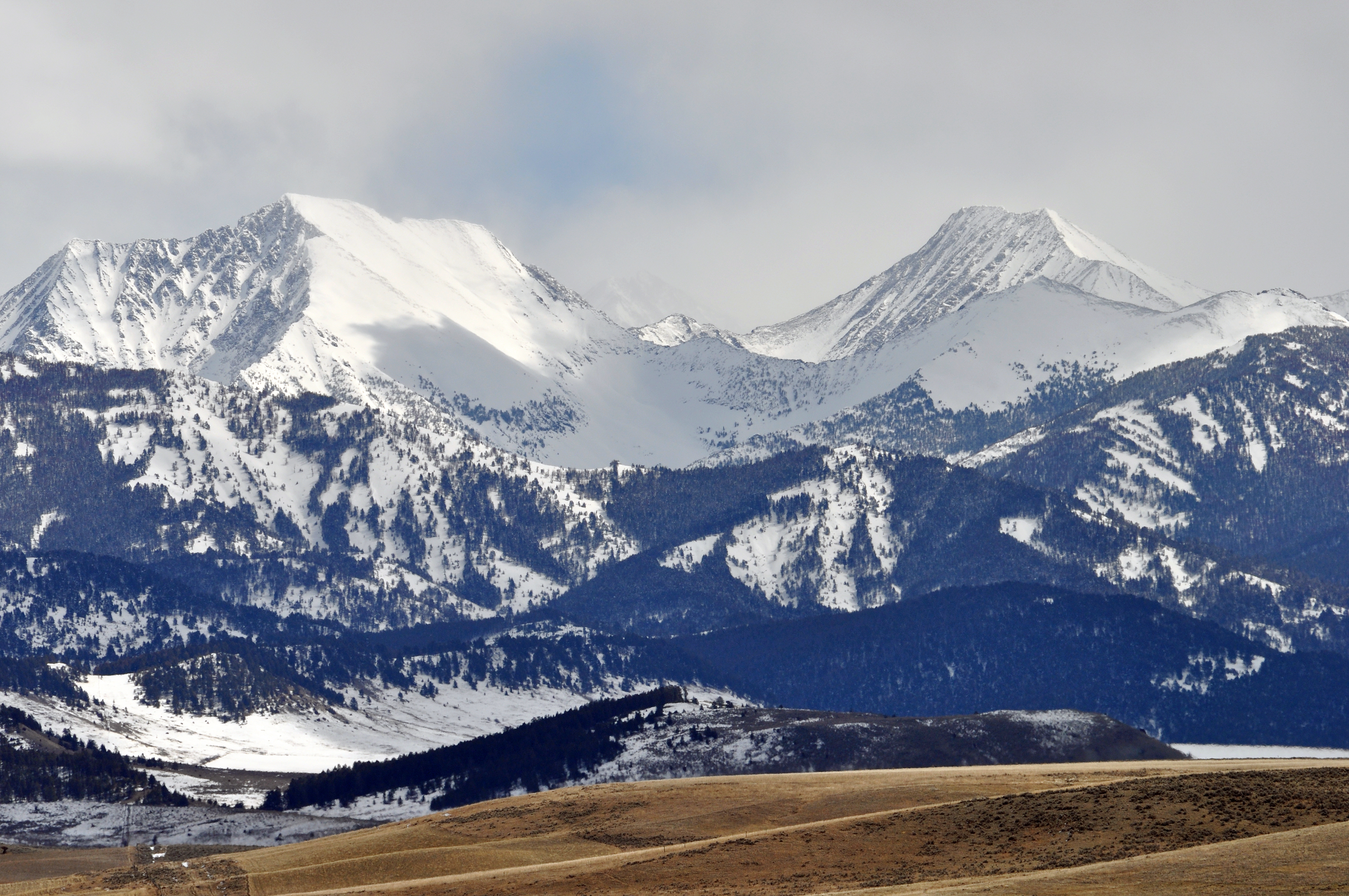
David versucht in der Wildnis von Montana seinen Vater Cal zu retten. Gedreht wurde der Film unter anderen in den Crazy Mountains

Der 14-jährige David, ein Teenager, der bei seiner Mutter lebt und sich sehr an die Annehmlichkeiten gewöhnt hat, die das Stadtleben bietet, reist für seinen jährlichen Besuch von Texas nach Montana zu seinem Vater Cal, einem Roughneck der dort zurückgezogen und ohne Kontakt zu anderen Menschen lebt. Die beiden haben sich entfremdet, und während David damit zufrieden wäre in der Hütte herumzuhängen und sich mit seinen Videospielen die Zeit zu vertreiben, hat sein Vater sich vorgenommen, mit seinem Sohn einen Elch zu jagen, den David schießen soll, weil er glaubt, sie könnten hierdurch einander wieder näher kommen.
Während ihres Jagdausfluges durch die winterliche Landschaft erklärt ihm sein Vater die Spuren und erzählt ihm von der animistischen Philosophie einer Jagd. Cal erzählt seinem Sohn auch von seiner ersten Jagd, auf die ihn einst sein vor langer Zeit verstorbener Vater mitgenommen hatte. In der Wildnis wird Cal plötzlich von einem Grizzlybären angegriffen und verletzt. Cals Überleben ist nun abhängig von der Stärke seines Sohnes, und David muss versuchen, seinen verwundeten Vater aus der winterlichen Wildnis zurück in die Zivilisation zu bringen. Teilweise muss er ihn hierzu tragen, und auch die Kälte und der Schnee erschweren das Vorankommen. Während ihrer Pausen erinnert sich Cal immer wieder an seine eigene erste Elchjagd, als er in Davids Alter war.
Der Jagdausflug wird zum Überlebenskampf, sorgt aber auch dafür, dass Vater und Sohn wieder zueinander finden.

## Produktion

### Literarische Vorlage und Stab
Der Film basiert auf der Kurzgeschichte Walking Out des US-amerikanischen Schriftstellers und Wissenschaftsjournalisten David Quammen aus dem Jahr 1980, der vor allem durch seine mehrfach ausgezeichneten populärwissenschaftlichen Werke zu Naturgeschichte und Evolution bekannt wurde. Das Werk gehört in den Kanon der ländlichen amerikanischen Literatur. In der Initiationsgeschichte Walking Out, die an die Jagdgeschichten aus William Faulkners Kurzgeschichtensammlung Go Down, Moses erinnert und in der dritten Person erzählt wird, lebt ein 11-jähriger Junge mit seiner Mutter und seinem Stiefvater in der Nähe von Chicago und unternimmt mit seinem Vater eine Jagdreise durch die Wildnis von Montana. In dieser Geschichte fürchtet der Junge diese Reisen, der Vater erkennt allerdings den Widerstand seines Sohnes nicht, weil er versucht, ihm in den wenigen Tagen, die sie sich im Jahr sehen, möglichst alles beizubringen, was er als wichtig erachtet, es seinem Sohn im Leben mitzugeben. Die erzwungene Zweisamkeit und die immer selben Geschichten seines Vaters über dessen Vater langweilen den Jungen allerdings. Als sein Vater während eines Unfalls beinahe stirbt, muss der Junge über sich hinauswachsen, was ihn selbst überrascht, seinen Vater hingegen nicht, der bereits wusste, wozu sein Sohn fähig ist, weil er ihn stets auf solche Situationen vorbereitet hatte.
Die Regie übernahmen die Zwillingsbrüder Alex Smith und Andrew J. Smith, die auch die Drehbuchadaption zu Quammens Kurzgeschichte schrieben. Andrew J. Smith ist ein Filmemacher und Schriftsteller und hat eine Professur an der School of Media Arts der Universität von Montana. Der Regisseur und sein Bruder Alex wuchsen nach eigenen Aussagen in einer Gegend auf, in der sich die Bewohner auf die holzverarbeitenden Gewerbe spezialisiert hatten, und der Wald diente ihnen als Spielplatz. Die Regisseure beließen in ihrer Drehbuchadaption zur Erhöhung der Authentizität den Haupthandlungsort der Geschichte in Montana, und so fanden auch die Dreharbeiten nach Aussage von Andrew J. Smith nicht nur in ungefähr der gleichen Gegend statt, sondern genau an den Orten, die in Quammenins Geschichte beschrieben sind.

### Besetzung
Die Rolle von David übernahm der Nachwuchsdarsteller Josh Wiggins. Der Schauspieler Matt Bomer übernahm die Hauptrolle des erwachsenen Protagonisten Cal, dem Vater von David. Als Junge wird Cal in Rückblenden von Alex Neustaedter gespielt.

### Dreharbeiten
Der Film wurde in Montana gedreht, wo auch die Romanvorlage handelt, David Quammen heute lebt und ebenfalls die beiden Regisseure herkommen. Gedreht wurde überwiegend in der Gegend um Livingston und Bozeman und den dort gelegenen Crazy Mountains, im Paradise Valley, und im Januar 2016 im Hyalite Canyon Recreation Area.
Da die Dreharbeiten zu einem großen Teil in dem Gebiet eines Indianerreservats stattgefunden hatten, mussten die Regisseure mit einem Stammesrat zusammenarbeiten und bekamen offizielle Scouts aus Montana zur Seite gestellt, die sie herumfuhren und jede Ecke des Reservats kannten. Anfang 2016 wurden die Dreharbeiten beendet.

### Filmmusik
Die Filmmusik wurde von Ernst Reijseger komponiert. Der Soundtrack zum Film umfasst 15 Musikstücke und wurde am 14. Juli 2017 von Winter & Winter auf CD veröffentlicht.

### Veröffentlichung
Walking Out feierte am 21. Januar 2017 im Rahmen des Sundance Film Festivals seine Premiere, wo der Film im U.S. Dramatic Competition gezeigt wurde. Trevor Groth, der Programmdirektor des Sundance Film Festivals, lobte den Film vor dessen Premiere wegen seiner unglaublichen Kinematographie und als sehr emotionale Vater-Sohn-Geschichte.
Ab 12. März 2017 wurde der Film beim South by Southwest Film Festival in Austin vorgestellt. Am 5. Oktober 2017 kam der Film in zwei ausgewählte US-amerikanische Kinos.

## Rezeption

### Altersfreigabe
In den USA wurde der Film von der MPAA als PG-13 eingestuft.

### Kritiken
Der Film konnte bislang 90 Prozent der Kritiker bei Rotten Tomatoes überzeugen. Bei Metacritic erhielt der Film einen Metascore von 79 von 100 möglichen Punkten.
Sean P. Means von The Salt Lake Tribune meint, das Drehbuchautoren-Regisseur-Brüderpaar Alex und Andrew Smith fingen die raue Schönheit von Montana und die erschreckende Isolation dieses Ortes perfekt ein.
John DeFore von The Hollywood Reporter erklärt, während das Drehbuch und die Darstellung immer tiefer in die Geschichte eintauchten, David seine Fähigkeiten als Retter unter Beweis stellen müsse und sein Vater Cal sich den Erinnerungen an die Jagdausflüge mit seinem eigenen Vater hingebe, zeige Todd McMullens Kameraarbeit, wie verloren die beiden sind. Die subtilen Rückblenden lenkten jedoch nicht von der eigentlichen Vater-Sohn-Geschichte ab, so DeFore.

### Auszeichnungen
Sundance Film Festival 2017
- Nominierung als Wettbewerbsfilm im U.S. Dramatic Competition